# Victor Milner
Victor Milner (ur. 15 grudnia 1893 w Nowym Jorku, zm. 29 października 1972 w Los Angeles) – amerykański operator filmowy. W trakcie 40-letniej kariery, pracował łącznie na planie 136 filmów, w tym realizowanych dla największych hollywoodzkich wytwórni: Metro-Goldwyn-Mayer, Universal i Paramount.

## Nagrody
Laureat Oscara za najlepsze zdjęcia do filmu Kleopatra (1934) Cecila B. DeMille’a, z którym stale współpracował. Łącznie był dziewięciokrotnie nominowany do tej nagrody, m.in. za Paradę miłości (1929) Ernsta Lubitscha, Żółty skarb (1936) Lewisa Milestone’a, Korsarz (1938) i Policja konna Północnego Zachodu (1940), dwa ostatnie ponownie w reżyserii DeMille’a.

## Filmografia

### Dokument
- 1914: The Giants-White Sox Tour (sportowy)

### Krótkometrażowe
- 1913: Hiawatha (40')
- 1922:
  - Go Get 'em Gates (western)
  - Unmasked (western)
  - Dead Game (western)
  - Tracked Down (western)
  - The Gypsy Trail (western)

### Filmy fabularne
- 1917:
  - The Inspirations of Harry Larrabee (sensacyjny: czas – 53')
- 1918: 
  - The Velvet Hand (melodramat: 50')
  - The Cabaret Girl (melodramat: 50')
- 1919:
  - The Sealed Envelope (sensacyjny: 50')
  - Haunting Shadows (komediodramat: 50')
- 1920:
  - Out of the Dust (western)
  - Godzina przed świtem (sensacyjny: 60')
  - Felix O’Day (melodramat)
  - Half a Chance (melodramat)
  - Her Unwilling Husband (komedia)
  - Dice of Destiny (kryminał: 50')
- 1921:
  - When We Were 21 (komediodramat: 50')
  - Live Wires
  - Play Square (kryminał: 50')
  - What Love Will Do (melodramat)
  - Shadows of Conscience
  - The Cave Girl (melodramat: 50')
- 1922:
  - Her Night of Nights (komedia: 50')
  - Human Hearts (melodramat: 70')
  - The Kentucky Derby (przygodowy: 60')
  - The Lavender Bath Lady (komedia: 50')
  - A Dangerous Game (melodramat: 50')
- 1923:
  - The Love Letter (kryminał: 50')
  - Gossip (melodramat: 50')
  - The Town Scandal (komediodramat: 50')
  - What Love Will Do (komedia)
  - Cause for Divorce (melodramat: 78')
- 1924:
  - Thy Name Is Woman (komedia: 90')
  - Czerwona Lily (melodramat: 81')
  - Her Night of Romance (komedia: 70')
  - On the Stroke of Three (melodramat)
- 1925:
  - The Spaniard (melodramat: 70')
  - Piętno krwi (melodramat: 70')
  - Learning to Love (komedia: 70')
  - Wędrowiec (melodramat: 90')
- 1926:
  - The Lucky Lady (komedia: 60')
  - You Never Know Women (melodramat: 70')
  - The Cat's Pajamas (komedia: 60')
  - Kid Boots (komedia: 77')
  - The Lady of the Harem (przygodowy: 60')
- 1927:
  - Blonde or Brunette (komedia: 60')
  - Dzieci rozwodu (melodramat: 70')
  - Rolled Stockings (melodramat: 70')
  - Niepotrzebny człowiek (melodramat: 94')
  - The Spotlight (komedia: 50')
- 1928:
  - The Showdown (melodramat: 77')
  - Podwójne życie (melodramat: 68')
  - Half a Bride (obyczajowy: 67')
  - Miłostki aktorki (melodramat: 80')
  - Biała księżniczka (melodramat: 77')
  - Sins of the Fathers (melodramat: 73')
- 1929:
  - The Wolf of Wall Street (melodramat: 90')
  - Dzikie przyjęcie (komediodramat: 77')
  - The Studio Murder Mystery (kryminał: 62')
  - The River of Romance (melodramat: 78')
  - Charming Sinners (melodramat: 66')
  - Parada miłości (musical: 107')
  - The Marriage Playground (melodramat: 70')
- 1930:
  - Parada Paramountu (komedia: 102')
  - Oszust z Teksasu (western: 79')
  - Poskromienie flirciarki (komedia: 71')
  - Let’s Go Native (musical: 77')
  - Monte Carlo (musical: 90')
  - Paramount op parade (musical: 112')
- 1931:
  - Bez ograniczeń (musical: 72')
  - Man of the World (melodramat: 74')
  - Ladies' Man (obyczajowy: 70')
  - Kick In (kryminał: 75')
  - I Take This Woman (melodramat: 72')
  - Daughter of the Dragon (kryminał: 70')
- 1932:
  - Człowiek, którego zabiłem (obyczajowy: 76')
  - Jedna godzina z tobą (musical: 78')
  - To jest ta noc (komedia: 80')
  - Kochaj mnie dziś (musical: 104')
  - Złote sidła (komedia: 83')
  - Under-Cover Man (kryminał: 74')
- 1933:
  - Luxury Liner (melodramat: 70')
  - Pieśń nad pieśniami (obyczajowy: 90')
  - Na fali wspomnień (komedia: 85')
  - Sztuka życia (komedia: 91')
- 1934:
  - Otchłań życia (melodramat: 70')
  - Wharf Angel (przygodowy: 65')
  - Kleopatra (kostiumowy: 100')
- 1935:
  - The Gilded Lily (komedia: 80')
  - So Red the Rose (wojenny: 82')
  - Wyprawy krzyżowe (kostiumowy: 125')
- 1936:
  - Pokusa (dramat: 95')
  - Pieśń miłości (musical: 73')
  - W sieci wywiadu (wojenny: 72')
  - Żółty skarb (kryminał: 98')
  - Niezwyciężony Bill (biograficzny: 113')
- 1937:
  - Bulldog Drummond Escapes (przygodowy: 67')
  - Płynne złoto (obyczajowy: 110')
  - Artystki i modelki (musical: 97')
- 1938:
  - Korsarz (historyczny: 126')
  - College Swing (musical: 86')
  - Hunted Men (kryminał: 65')
  - Give Me a Sailor (komedia: 80')
  - Touchdown, Army (komedia sportowa: 70')
  - Say It in French (komedia: 70')
- 1939:
  - Union Pacific (western: 135')
  - Our Leading Citizen (obyczajowy: 89')
  - What a Life (komedia: 75')
  - The Great Victor Herbert (biograficzny: 91')
- 1940:
  - Seventeen (komediodramat: 78')
  - Those Were the Days! (komedia: 74')
  - Policja konna Północnego Zachodu (przygodowy: 126')
  - Boże Narodzenie w lipcu (komedia: 67')
- 1941:
  - Lady Eve (komedia: 94')
  - The Monster and the Girl (horror: 65')
  - The Man Who Lost Himself (komedia: 72')
  - My Life with Caroline (komedia: 81')
- 1942:
  - Zdradzieckie skały (przygodowy: 123')
  - Opowieść o Palm Beach (komedia: 88')
- 1943:
  - Zakładniczki (wojenny: 88')
- 1944:
  - Historia doktora Wassella (przygodowy: 140')
  - The Great Moment (biograficzny: 83')
  - Księżniczka i Pirat (komedia: 94')
- 1945:
  - Wonder Man (musical: 98')
- 1946:
  - Dziwna miłość Marthy Ivers (film noir: 116')
  - To wspaniałe życie (obyczajowy: 130')
- 1947:
  - The Other Love (film noir: 95')
- 1948:
  - You Were Meant for Me (musical: 92')
  - Nieszczerze oddana (komedia: 105')
- 1950:
  - The Furies (western: 109')
  - Mroczne miasto (film noir: 98')
- 1951:
  - Szpieg z przypadku (komedia: 93')
- 1952:
  - Siostra Carrie (melodramat: 118')
- 1953:
  - Jeopardy (film noir: 69')